# Lasiodora parahybana
Lasiodora parahybana  (лат.) — вид пауков-птицеедов из рода Lasiodora.
Вид был впервые обнаружен в 1917 году на окраине города Кампина Гранде, в бразильском штате Параиба. Это эндемик, которого можно найти только в этом штате. 
В коконе более 2000 яиц. Паучата растут довольно быстро. Самцы достигают половой зрелости в возрасте 1-1,5 года, а самки - в 2-2,5 года. Питаются в основном насекомыми, редко мелкими ящерицами и мышами.
Не очень агрессивны по отношению к людям. При опасности счёсывают жгучие волоски. По этой причине не рекомендуется держать пауков близко к глазам. У некоторых людей волоски могут вызвать аллергическую реакцию.

## Внешний вид
Является одним из крупнейших пауков в мире. Длина тела 8—10 см, размах лап до 25 см, самки крупнее самцов. Молодняк имеет светлый окрас тела, который со временем темнеет до почти чёрного цвета. Волоски красноватого оттенка. 
Данный вид имеет внешнее сходство с Lasiodora klugi, однако заметно крупнее и обладает менее ярким окрасом волосков.

## Содержание в неволе
Наземный вид. Довольно активны и неприхотливы в содержании. Пауки этого вида предпочитают температуру 20-28 °C и высокую влажность (до 80%).
В качестве кормовых объектов хорошо подойдут мраморные и мадагаскарские тараканы. Крупные особи могут питаться мышами и ящерицами.
Продолжительность жизни у самок: около 25 лет. Самцы, в среднем, живут 2-3 года, в неволе до 6 лет.

## Яд
Нейротоксин Lasiotoxin-2 (LpTX2) . Для человека малоопасен, но укус может быть смертелен для домашних животных. 
Паук не отличается высокой агрессией и редко применяет яд при укусе человека; однако, из-за внушительных размеров хелицер, укус может быть болезненным и вызвать осложнения от попадания в ранку частиц пищи. Для защиты часто использует жгучие волоски, которые могут спровоцировать аллергическую реакцию и вызвать временную слепоту при попадании в глаза.